# Nika Gilauri
Nika Gilauri (in georgiano ნიკოლოზ გილაური; Tbilisi, 14 febbraio 1975) è un politico georgiano.
Dal febbraio 2009 al luglio 2012 è stato il Primo ministro della Georgia.
Ha ricoperto la carica di Ministro dell'energia dal febbraio 2004 al settembre 2007 nei Governi guidati da Zurab Zhvania e da Zurab Noghaideli.
Dal settembre 2007 al febbraio 2009 ha svolto l'incarico di Ministro delle finanze nei Governi di Zurab Noghaideli, Lado Gurgenidze e  Grigol Mgaloblishvili. Inoltre dal dicembre 2008 al febbraio 2009 è stato Vice-Primo ministro del Paese con Grigol Mgaloblishvili alla guida del Governo.